# Fußball-Oberliga Hamburg 2021/22
Die Saison 2021/22 der Oberliga Hamburg war die 77. Spielzeit der Fußball-Oberliga Hamburg und die 14. als fünfthöchste Spielklasse in Deutschland. Sie wurde am 13. August 2021 eröffnet und am 14. Mai 2022 beendet.

## Auswirkungen der COVID-19-Pandemie
Da bereits Anfang Februar 2021 klar war, dass aufgrund der Pandemielage ab Mitte des Monats kein Training oder Spielbetrieb möglich sein würde, wurde auf einem Verbandstag am 4. März das vorzeitige Ende der Saison 2020/21 beschlossen. Es gab keine Ab- oder Aufstiege aus der sowie in die Oberliga, weshalb dasselbe Teilnehmerfeld inklusive eventueller Absteiger aus der Regionalliga Nord in die Spielzeit 2021/22 ging. Ende April gab der NFV die Aussetzung von Abstiegen aus der sowie Aufstiegen in die Regionalliga zur Spielzeit 2021/22 bekannt.

## Modus
Mitte Juni 2021 gab der HFV bekannt, das Teilnehmerfeld aufzuteilen. So wurden zunächst eine Hin- und eine Rückrunde in einer Neuner- sowie einer Zehnerstaffel ausgetragen. Anschließend erfolgte eine Aufteilung in eine Auf- und Abstiegsrunde.
Die fünf besten Mannschaften der Staffel Ost sowie die vier besten der Staffel West spielten im Anschluss an die Gruppenphase in einer Meisterrunde, die übrigen zehn Vereine in einer Abstiegsrunde. Die erzielten Punkte und Tore aus der Gruppenphase wurden mit in die Platzierungsrunden übernommen, jedoch nur die Ergebnisse gegen direkte Gegner. Das heißt, der jeweilige Gegner aus der Gruppenphase musste auch mit dem betreffenden Klub in derselben Platzierungsrunde vertreten sein. Beispielsweise galt dies für den Meiendorfer SV und den Bramfelder SV, die beide in derselben Gruppe waren und anschließend in die Abstiegsrunde einzogen. Innerhalb der Meister- sowie Abstiegsrunde spielte jeder Verein darüber hinaus nur jeweils zweimal gegen Teams, auf die er zuvor nicht getroffen ist. Meiendorf und Bramfeld spielten also nicht gegeneinander.
In der Meisterrunde wurde der Meister und damit der Teilnehmer an den Aufstiegsspielen zur Regionalliga Nord ermittelt. Da nur eine an der Meisterrunde teilnehmende Mannschaft eine Regionalligalizenz beantragte, wurde diese zum Teilnehmer an den Aufstiegsspielen bestimmt. In der Abstiegsrunde wurden hingegen vier feste Absteiger in die Landesligen ausgespielt. Bei einem Abstieg von Mannschaften des HFV aus der Regionalliga Nord 2021/22 in die Oberliga Hamburg hätte sich die Zahl der Absteiger entsprechend erhöht.
Nach Saisonende gab der HFV an, dass „[...] widersprüchliche Auslegungen der Auf- und Abstiegsregelungen möglich sind“, aus denen Vereinen kein Nachteil entstehen durften. „Nach den Regelungen des HFV sind auf die Klasseneinteilungen mündliche Verhandlungen möglich“, schrieb der Verband weiter. „Die unterschiedlichen Verhandlungen zu den Klasseneinteilungen der letzten Tage wurden bewertet und Entscheidungen getroffen. Danach wird der Verein Hamm United in der kommenden Saison in der Oberliga Hamburg spielen.“ Hamm war ursprünglich sportlich abgestiegen.

## Teilnehmer
Für die Spielzeit 2021/22 hatten sich folgende Vereine sportlich qualifiziert:
- die Mannschaften aus der Oberliga Hamburg 2020/21:
  - TuS Dassendorf
  - SC Victoria Hamburg
  - HSV Barmbek-Uhlenhorst
  - Wandsbeker TSV Concordia
  - TSV Buchholz 08
  - USC Paloma
  - Hamm United
  - HEBC Hamburg
  - TSV Sasel
  - SV Curslack-Neuengamme
  - SV Rugenbergen
  - Niendorfer TSV
  - Bramfelder SV
  - Hamburger SV III
  - FC Süderelbe
  - VfL Lohbrügge
  - TuS Osdorf
  - Meiendorfer SV
  - FC Union Tornesch

| Buchholz |

| Dassen- dorf |

| Tornesch |

## 1. Runde

### Staffel Ost

#### Tabelle
| Pl.             | Verein                   | Sp. | S  | U | N  | Tore    | Diff. | Punkte |
| --------------- | ------------------------ | --- | -- | - | -- | ------- | ----- | ------ |
| 1.              | TuS Dassendorf           | 18  | 16 | 1 | 1  | 063:120 | +51   | 49     |
| 2.              | TSV Sasel                | 18  | 12 | 3 | 3  | 051:260 | +25   | 39     |
| 3.              | Wandsbeker TSV Concordia | 18  | 10 | 3 | 5  | 042:240 | +18   | 33     |
| 4.              | USC Paloma               | 18  | 9  | 6 | 3  | 034:270 | +7    | 33     |
| 5.              | SV Curslack-Neuengamme   | 18  | 9  | 3 | 6  | 050:300 | +20   | 30     |
| 6.              | VfL Lohbrügge            | 18  | 6  | 2 | 10 | 022:340 | −12   | 20     |
| 7.              | HSV Barmbek-Uhlenhorst   | 18  | 5  | 2 | 11 | 031:530 | −22   | 17     |
| 8.              | Hamm United              | 18  | 5  | 1 | 12 | 019:440 | −25   | 16     |
| 9.              | Bramfelder SV            | 18  | 3  | 3 | 12 | 029:480 | −19   | 12     |
| 10.             | Meiendorfer SV           | 18  | 2  | 2 | 14 | 015:580 | −43   | 08     |
| Stand: Endstand |                          |     |    |   |    |         |       |        |

#### Kreuztabelle
Die Kreuztabelle stellt die Ergebnisse aller Spiele dieser Saison dar. Die Heimmannschaft ist in der linken Spalte, die Gastmannschaft in der oberen Zeile aufgelistet.
| 2021/22                  | TuS Dassendorf | HSV Barmbek-Uhlenhorst | Wandsbeker TSV Concordia | USC Paloma |     | TSV Sasel | SV Curslack-Neuengamme | Bramfelder SV | VfL Lohbrügge | Meiendorfer SV |
| ------------------------ | -------------- | ---------------------- | ------------------------ | ---------- | --- | --------- | ---------------------- | ------------- | ------------- | -------------- |
| TuS Dassendorf           |                | 4:1                    | 4:0                      | 3:0        | 5:0 | 2:1       | 2:1                    | 5:1           | 5:2           | 7:0            |
| HSV Barmbek-Uhlenhorst   | 0:6            |                        | 1:4                      | 0:2        | 4:0 | 0:5       | 2:6                    | 2:3           | 2:1           | 1:1            |
| Wandsbeker TSV Concordia | 0:2            | 0:1                    |                          | 4:1        | 6:1 | 1:2       | 2:2                    | 3:0           | 1:0           | 3:0            |
| USC Paloma               | 1:3            | 2:0                    | 2:2                      |            | 1:0 | 3:3       | 2:2                    | 1:1           | 2:0           | 1:0            |
| Hamm United              | 0:1            | 0:3                    | 0:4                      | 2:5        |     | 3:2       | 2:3                    | 2:0           | 3:2           | 1:3            |
| TSV Sasel                | 1:0            | 5:4                    | 0:4                      | 1:1        | 3:1 |           | 3:2                    | 4:1           | 6:1           | 3:1            |
| SV Curslack-Neuengamme   | 0:2            | 7:3                    | 3:4                      | 1:2        | 0:0 | 1:2       |                        | 4:1           | 4:1           | 9:1            |
| Bramfelder SV            | 2:6            | 3:3                    | 2:4                      | 1:1        | 1:2 | 1:4       | 0:1                    |               | 0:1           | 4:1            |
| VfL Lohbrügge            | 1:1            | 3:0                    | 3:0                      | 2:3        | 1:0 | 0:0       | 0:1                    | 1:6           |               | 1:0            |
| Meiendorfer SV           | 1:5            | 1:4                    | 0:0                      | 2:4        | 0:2 | 0:6       | 1:3                    | 3:2           | 0:2           |                |
| Stand: Endstand          |                |                        |                          |            |     |           |                        |               |               |                |

### Staffel West

#### Tabelle
| Pl.             | Verein              | Sp. | S  | U | N  | Tore    | Diff. | Punkte |
| --------------- | ------------------- | --- | -- | - | -- | ------- | ----- | ------ |
| 1.              | Niendorfer TSV      | 16  | 11 | 2 | 3  | 043:250 | +18   | 35     |
| 2.              | SC Victoria Hamburg | 16  | 7  | 5 | 4  | 034:240 | +10   | 26     |
| 3.              | HEBC Hamburg        | 16  | 7  | 5 | 4  | 040:350 | +5    | 26     |
| 4.              | TSV Buchholz 08     | 16  | 6  | 6 | 4  | 034:310 | +3    | 24     |
| 5.              | TuS Osdorf          | 16  | 7  | 2 | 7  | 037:310 | +6    | 23     |
| 6.              | FC Süderelbe        | 16  | 5  | 5 | 6  | 032:390 | −7    | 20     |
| 7.              | Hamburger SV III    | 16  | 4  | 5 | 7  | 037:520 | −15   | 17     |
| 8.              | SV Rugenbergen      | 16  | 4  | 4 | 8  | 020:290 | −9    | 16     |
| 9.              | FC Union Tornesch   | 16  | 4  | 0 | 12 | 032:430 | −11   | 12     |
| Stand: Endstand |                     |     |    |   |    |         |       |        |

#### Kreuztabelle
Die Kreuztabelle stellt die Ergebnisse aller Spiele dieser Saison dar. Die Heimmannschaft ist in der linken Spalte, die Gastmannschaft in der oberen Zeile aufgelistet.
| 2021/22             | SC Victoria Hamburg | TSV Buchholz 08 | HEBC Hamburg | SV Rugenbergen | Niendorfer TSV | Hamburger SV III | FC Süderelbe | TuS Osdorf | FC Union Tornesch |
| ------------------- | ------------------- | --------------- | ------------ | -------------- | -------------- | ---------------- | ------------ | ---------- | ----------------- |
| SC Victoria Hamburg |                     | 1:2             | 1:1          | 2:2            | 3:1            | 3:0              | 1:4          | 2:2        | 3:0               |
| TSV Buchholz 08     | 1:1                 |                 | 2:2          | 0:1            | 1:3            | 3:3              | 4:1          | 2:2        | 2:1               |
| HEBC Hamburg        | 2:3                 | 3:1             |              | 3:2            | 0:1            | 6:2              | 3:3          | 2:5        | 3:2               |
| SV Rugenbergen      | 1:4                 | 0:2             | 1:1          |                | 2:0            | 1:1              | 1:0          | 4:0        | 0:3               |
| Niendorfer TSV      | 1:1                 | 4:2             | 3:2          | 3:2            |                | 2:2              | 5:1          | 1:0        | 3:2               |
| Hamburger SV III    | 3:0                 | 5:5             | 2:3          | 4:0            | 3:6            |                  | 1:1          | 2:1        | 4:1               |
| FC Süderelbe        | 0:5                 | 3:3             | 2:2          | 1:1            | 1:5            | 5:2              |              | 2:0        | 3:2               |
| TuS Osdorf          | 3:1                 | 1:2             | 2:3          | 2:1            | 2:1            | 9:1              | 1:3          |            | 3:2               |
| FC Union Tornesch   | 1:3                 | 0:2             | 3:4          | 3:1            | 1:4            | 6:2              | 3:2          | 2:4        |                   |
| Stand: Endstand     |                     |                 |              |                |                |                  |              |            |                   |

## Platzierungsrunden

### Meisterrunde

#### Tabelle
| Pl.             | Verein                     | Sp. | S  | U | N  | Tore    | Diff. | Punkte |
| --------------- | -------------------------- | --- | -- | - | -- | ------- | ----- | ------ |
| 1.              | TuS Dassendorf             | 16  | 12 | 1 | 3  | 037:120 | +25   | 37     |
| 2.              | Niendorfer TSV             | 16  | 10 | 2 | 4  | 031:230 | +8    | 32     |
| 3.              | TSV Sasel                  | 16  | 8  | 4 | 4  | 032:280 | +4    | 28     |
| 4.              | SC Victoria Hamburg        | 16  | 7  | 5 | 4  | 029:260 | +3    | 26     |
| 5.              | Wandsbeker TSV Concordia 5 | 16  | 7  | 3 | 6  | 030:270 | +3    | 24     |
| 6.              | USC Paloma                 | 16  | 5  | 6 | 5  | 028:320 | −4    | 21     |
| 7.              | SV Curslack-Neuengamme     | 16  | 4  | 2 | 10 | 030:380 | −8    | 14     |
| 8.              | HEBC Hamburg               | 16  | 2  | 4 | 10 | 023:350 | −12   | 10     |
| 9.              | TSV Buchholz 08            | 16  | 2  | 3 | 11 | 024:430 | −19   | 09     |
| Stand: Endstand |                            |     |    |   |    |         |       |        |

#### Kreuztabelle
Die Kreuztabelle stellt die Ergebnisse aller Spiele dieser Saison dar. Die Heimmannschaft ist in der linken Spalte, die Gastmannschaft in der oberen Zeile aufgelistet.
| 2021/22                  | TuS Dassendorf | TSV Sasel | Niendorfer TSV | Wandsbeker TSV Concordia | SC Victoria Hamburg | USC Paloma | HEBC Hamburg | TSV Buchholz 08 | SV Curslack-Neuengamme |
| ------------------------ | -------------- | --------- | -------------- | ------------------------ | ------------------- | ---------- | ------------ | --------------- | ---------------------- |
| TuS Dassendorf           |                | –         | 2:3            | –                        | 1:1                 | –          | 2:0          | 3:1             | –                      |
| TSV Sasel                | –              |           | 1:2            | –                        | 2:2                 | –          | 1:1          | 5:2             | –                      |
| Niendorfer TSV           | 1:0            | 0:3       |                | 3:0                      | –                   | 2:2        | –            | –               | 1:0                    |
| Wandsbeker TSV Concordia | –              | –         | 2:1            |                          | 1:2                 | –          | 2:1          | 3:1             | –                      |
| SC Victoria Hamburg      | 0:5            | 4:1       | –              | 2:1                      |                     | 0:1        | –            | –               | 1:2                    |
| USC Paloma               | –              | –         | 3:1            | –                        | 2:3                 |            | 3:0          | 0:3             | –                      |
| HEBC Hamburg             | 1:3            | 2:3       | –              | 1:1                      | –                   | 1:2        |              | –               | 4:2                    |
| TSV Buchholz 08          | 1:2            | 1:2       | –              | 0:3                      | –                   | 3:3        | –            |                 | 2:3                    |
| SV Curslack-Neuengamme   | –              | –         | 1:4            | –                        | 2:4                 | –          | 4:2          | 4:1             |                        |
| Stand: Endstand          |                |           |                |                          |                     |            |              |                 |                        |

### Abstiegsrunde

#### Tabelle
| Pl.             | Verein                 | Sp. | S  | U | N  | Tore    | Diff. | Punkte |
| --------------- | ---------------------- | --- | -- | - | -- | ------- | ----- | ------ |
| 10.             | TuS Osdorf             | 18  | 13 | 1 | 4  | 055:240 | +31   | 40     |
| 11.             | FC Süderelbe           | 18  | 12 | 4 | 2  | 050:260 | +24   | 40     |
| 12.             | SV Rugenbergen         | 18  | 12 | 2 | 4  | 043:200 | +23   | 38     |
| 13.             | Hamburger SV III       | 18  | 11 | 4 | 3  | 060:390 | +21   | 37     |
| 14.             | FC Union Tornesch      | 18  | 10 | 0 | 8  | 046:380 | +8    | 30     |
| 15.             | Hamm United            | 18  | 6  | 2 | 10 | 027:370 | −10   | 20     |
| 16.             | VfL Lohbrügge          | 18  | 6  | 0 | 12 | 025:400 | −15   | 18     |
| 17.             | HSV Barmbek-Uhlenhorst | 18  | 4  | 3 | 11 | 028:470 | −19   | 15     |
| 18.             | Bramfelder SV          | 18  | 4  | 2 | 12 | 033:500 | −17   | 14     |
| 19.             | Meiendorfer SV         | 18  | 2  | 2 | 14 | 018:640 | −46   | 08     |
| Stand: Endstand |                        |     |    |   |    |         |       |        |

#### Kreuztabelle
Die Kreuztabelle stellt die Ergebnisse aller Spiele dieser Saison dar. Die Heimmannschaft ist in der linken Spalte, die Gastmannschaft in der oberen Zeile aufgelistet.
| 2021/22                | TuS Osdorf | FC Süderelbe | VfL Lohbrügge | Hamburger SV III | HSV Barmbek-Uhlenhorst | SV Rugenbergen |     | FC Union Tornesch | Bramfelder SV | Meiendorfer SV |
| ---------------------- | ---------- | ------------ | ------------- | ---------------- | ---------------------- | -------------- | --- | ----------------- | ------------- | -------------- |
| TuS Osdorf             |            | –            | 2:1           | –                | 5:0                    | –              | 2:0 | –                 | 5:0           | 6:0            |
| FC Süderelbe           | –          |              | 2:1           | –                | 2:0                    | –              | 4:2 | –                 | 6:0           | 4:2            |
| VfL Lohbrügge          | 1:3        | 0:2          |               | 2:4              | –                      | 1:2            | 1:0 | 2:4               | –             | –              |
| Hamburger SV III       | –          | –            | 6:3           |                  | 4:1                    | –              | 1:1 | –                 | 5:3           | 10:3           |
| HSV Barmbek-Uhlenhorst | 0:3        | 3:5          | –             | 2:2              |                        | 2:4            | –   | 1:3               | –             | –              |
| SV Rugenbergen         | –          | –            | 4:1           | –                | 4:0                    |                | 2:0 | –                 | 3:1           | 8:0            |
| Hamm United            | 1:4        | 4:4          | –             | 0:3              | –                      | 0:1            |     | 4:0               | –             | –              |
| FC Union Tornesch      | –          | –            | 0:1           | –                | 3:0                    | –              | 2:5 |                   | 1:4           | 3:0            |
| Bramfelder SV          | 3:3        | 1:2          | –             | 0:4              | –                      | 1:3            | –   | 1:3               |               | –              |
| Meiendorfer SV         | 1:2        | 2:2          | –             | 0:4              | –                      | 0:3            | –   | 1:5               | –             |                |
| Stand: Endstand        |            |              |               |                  |                        |                |     |                   |               |                |